# Syncamaris argophthalma
Syncamaris argophthalma är en fjärilsart som beskrevs av Edward Meyrick 1932. Syncamaris argophthalma ingår i släktet Syncamaris och familjen Copromorphidae. Inga underarter finns listade i Catalogue of Life.